# Turan Schah (Gouverneur)
Turan Schah ibn Ayyub al-Malik al-Mu'azzam Schams ad-Dawla Fakhr ad-Din kurz Turan-Schah (arabisch توران شاه بن أيوب, DMG Tūrān Šāh b. Aiyūb; * vor 1137/38; † 27. Juni 1180 in Alexandria) war der ayyubidische Gouverneur von Jemen (1174–1176) und dann von Syrien (1176–1179). Er ist auch dafür bekannt, dass er die Position seines jüngeren Bruders Saladin in Ägypten stärkte. Turan Schah spielte auch eine führende Rolle in den Eroberungen von Nubien und Jemen. Wie bei den anderen Ayyubiden ist über sein früheres Leben vor der Ankunft in Ägypten wenig bekannt.

## Ankunft in Ägypten
Nur ad-Din, der damalige Sultan von Syrien, erlaubte Turan Schah, sich seinem Bruder Saladin Ägypten anzuschließen. Zwischen Saladin und seinem Oberherrn Nur ad-Din kam es langsam zu Problemen. Daher beauftragte Nur ad-Din Turan Schah Saladin zu beaufsichtigen, um Spannungen zwischen den Brüdern zu provozieren. Doch der Plan ging nicht auf, als Turan Schah von Saladin große Ländereien erhielt. Saladin reformierte die Machtstruktur des fatimidischen Ägyptens und verhalf seiner Familie zu Macht. Turan Schah erhielt als Lehen (arabisch Iqta) die größeren Städten Qus und Assuan in Oberägypten und den Seehafen Aidab am Roten Meer. Turan Schah spielte eine große Rolle bei der Niederschlagung einer Revolte von 1171, die von der schwarzafrikanischen Garnison der fatimidischen Armee angeführt wurde.
Turan Schah entwickelte eine enge Beziehung zu dem Hofpoeten 'Umara, der vor Saladins Machtergreifung 1169 eine wichtige Rolle innerhalb der Fatimiden hatte. Am 11. September 1171 starb der letzte fatimidische Kalif al-ʿĀdid und die Ayyubiden übernahmen offiziell die Kontrolle über Ägypten. Nach dessen Tod wurden gegen Turan Schah mehrere Anschuldigungen wegen Mordes erhoben. Einem Eunuchen im Dienste der Witwe al-Adids zufolge starb der Kalif, als er hörte, dass Turan Schah im Palast nach ihm suche. In einer anderen Version soll Turan Schah den Kalifen ermordet haben, nachdem dieser sich weigerte Turan Schah das Versteck des Palastschatzes zu verraten. Nach al-Adids Tod ließ sich Turan Schah in Kairo in einem ehemaligen fatimidischen Viertel nieder.

## Militärische Feldzüge

### Nubiens Eroberung
Schon seit längerer Zeit gab es zwischen dem nubischen Reich von Makuria und Ägyptern Scharmützel an der Grenze in Oberägypten. Nach der Absetzung der Fatimiden stiegen die Spannungen wieder, als die Nubier Ende 1172 Anfang 1173 Assuan belagerten. Der Gouverneur Assuans, ein ehemaliger Loyalist der Fatimiden, erbat Hilfe von Saladin.
Saladin entsandte Turan Schah mit kurdischen Truppen, aber die nubischen Soldaten waren schon abgezogen. Trotzdem eroberte Turan Schah die nubische Festungsstadt Qasr Ibrim. Von hier aus unternahmen seine Truppen in den folgenden zwei Jahren eine Serie von Raubzügen im Land. Seine Angriffe schienen erfolgreich zu sein, da der nubische König in Dongola um einen Waffenstillstand bat. Turan Schah – begierig auf Eroberung – wollte das Angebot nicht annehmen. Als sein Unterhändler aus Dongola zurückkam, berichtete dieser, dass das Land arm sei und es sich nicht lohne, Nubien zu besetzen.
Obwohl die Ayyubiden auch künftig gegen Nubien ziehen mussten, suchte sich Turan Schah lohneswertere Länder aus. Turan Schah erhielt nach seiner Rückkehr aus Nubien große Reichtümer und brachte viele nubische und christliche Sklaven mit.

### Jemens Eroberung
Nach seinem Erfolg in Nubien wollte Turan Schah seine Position weiter festigen. In der Zwischenzeit wuchs der Konflikt zwischen Saladin und Nur ad-Din, der eine Invasion Ägyptens vorzubereiten schien. Baha ad-Din, der Autor und Biograf Saladins, nahm an, dass der Grund für Turan Schahs Jemenfeldzug ein häretischer Führer gewesen sei, der sich als Messias bezeichnete. Neben diesem wahrscheinlichen Grund hatte wohl auch 'Umara einen bedeutenden Einfluss auf Turan Schahs Wunsch, den Jemen zu erobern. Durch 'Umara konnte Turan Schah seinen Bruder überreden und erhielt trotz einer drohenden Invasion einen großen Teil der Armee für seinen Zug nach Jemen. Doch nachdem Turan Schah 1174 abgezogen war, wurde 'Umara eines Komplottes gegen Saladin verdächtigt und hingerichtet.
Turan Schah eroberte im Mai 1174 rasch die Stadt Zabid und später im Jahr die Hafenstadt Aden, die ein wichtiger Knotenpunkt des Handels zwischen Indien, dem Nahen Osten und Nordafrika war. 1175 verjagte er den hamdanidischen Emir al-Wahid Ali ibn Hatim aus der Stadt Sana'a, dessen Armee bereits durch Kämpfe mit den Zaiditen von Sa'da geschwächt gewesen war.
Turan Schah verbrachte dann viel Zeit damit, seine Eroberungen im Südjemen zu sichern und unter feste Kontrolle zu bringen. Ali ibn Hatim konnte über die nördlichen Berge fliehen, während der Herrscher Adens namens Yasir, der der Stammesführer der schiitischen Banu ’l-Karam war, gefangen genommen und hingerichtet wurde. Der charidschitische Mahdiden-Herrscher von Zabid, Abd an-Nabi ibn Ali, und seine zwei Brüder wurden ebenfalls hingerichtet. Turan Schahs Eroberungen hatten großen Einfluss auf den Jemen, der vorher aus mehreren Fürstentümern (Sana'a, Sa'da, Zabid, Aden) bestanden hatte und nun unter den Ayyubiden vereinigt worden war.

## Machtverschiebung
Obwohl Turan Schah im Jemen große Eroberungen machte, verlor er seine Macht in Kairo. Saladin überließ seinem Bruder große Ländereien im Jemen als persönlichen Besitz. Turan Schah fühlte sich im Jemen nicht wohl und fragte mehrfach nach, ob er zurückkehren könne. 1176 wurde er zum Gouverneur Syriens ernannt und zog in Damaskus ein. Zusätzlich erhielt er große Lehen in Baalbek, die vorher seinem Vater Nadschmuddin Ayyub gehört hatten.
1179 wurde er zum Gouverneur Alexandrias ernannt, doch er starb kurze Zeit darauf am 27. Juni 1180. Sein Leichnam wurde auf Wunsch seiner Schwester Sitt al-Scham Zumurrud in der Nähe einer Madrasa in Damaskus, die sie erbauen ließ, begraben.

## Bibliographie
- Martijn Theodoor Houtsma, A. J. Wensinck: E.J. Brill's First Encyclopaedia of Islam, 1913–1936. Brill, Leiden 1938, Nachdruck 1993, ISBN 90-04-09796-1.
- Hannes Möhring: Saladin. Der Sultan und seine Zeit 1138–1193. C. H. Beck, München 2005, ISBN 3-406-50886-3.
- Amin Maalouf: The Crusades Through Arab Eyes. Al Saqi Books, London 1984. (populärwissenschaftlich)
- Peter Malcolm Holt: The Age of the Crusades. The Near East from the eleventh century to 1517. Longman, New York 1986, ISBN 0-582-49303-X.
- Ibn al-Athīr, Donald Sidney Richards (Übers., Hrsg.): The chronicle of Ibn al-Athir for the crusading period from al-Kamil fi'l-tarikh. Vol. 2. Ashgate, Burlington 2008, ISBN 0-7546-4078-7.
- Bahāʼ al-Dīn Yūsuf ibn Rāfiʻ Ibn Shaddād, Donald Sidney Richards (Übers., Hrsg.): A Rare and Excellent History of Saladin. Ashgate, Burlington 2001, ISBN 0-7546-0143-9.
- Yaacov Lev: Saladin in Egypt. Band 21 in: Michael Whitby: The Medieval Mediterranean Peoples, Economies, and Cultures, 400-1453. Brill, Leiden 1998, ISBN 9-004-11221-9.

| Personendaten    | Personendaten                                                                              |
| ---------------- | ------------------------------------------------------------------------------------------ |
| NAME             | Turan Schah                                                                                |
| ALTERNATIVNAMEN  | Turan Schah ibn Ayyub al-Malik al-Mu'azzam Schams ad-Dawla Fakhr ad-Din; توران شاه بن أيوب |
| KURZBESCHREIBUNG | ayyubidischer Herrscher                                                                    |
| GEBURTSDATUM     | vor 1138                                                                                   |
| STERBEDATUM      | 27. Juni 1180                                                                              |
| STERBEORT        | Alexandria                                                                                 |